# Wielka Brytania w Konkursie Piosenki Eurowizji Junior
Wielka Brytania w Konkursie Piosenki Eurowizji Junior zadebiutowała w 2003 roku. Od 2022 roku konkursem w kraju zajął się nadawca British Broadcasting Corporation (BBC), a w latach 2003–2005 konkursem w kraju zajmował się nadawca ITV.

## Historia Wielkiej Brytanii w Konkursie Piosenki Eurowizji Junior

### Konkurs Piosenki Eurowizji Junior 2003
Brytyjski nadawca zdecydował się na debiut w 1. Konkursie Piosenki Eurowizji Junior, który odbył się 15 listopada 2003 roku w Kopenhadze. 6 września 2003 odbył się finał preselekcji Junior Eurovision Song Contest: The British Final, w którym wzięło udział ośmioro finalistów: Feature 5 („Slumberland”), Jack Brown („Back to Love”), Ellis De Bie („I Have a Feeling”), Starrlight („Gonna Be Fine”), Sasha Stevens („Little Children”), Mr Cheerful („Winter’s Nearly Gone”), Tom Morley („My Song for the World”) i UZLOT („Please Don’t Cry”). 
Selekcje prowadzone przez Marka Durden-Smith i Tara Palmer-Tomkinson wygrał Tom Morley z piosenką „My Song For The World” zdobywając 64 punkty w finale preselekcji. 15 listopada 2003 odbył się finał koncertowy 1. Konkurs Piosenki Eurowizji Junior. Tom Morley wystąpił dwunasty w kolejności startowej i zajął 3. miejsce zdobywszy 118 punktów, w tym najwyższe noty 12 punktów od Białorusi, Danii i Malty.

### Konkurs Piosenki Eurowizji Junior 2004
Początkowo brytyjski nadawca ITV wyraził chęci do organizacji 2. Konkursu Piosenki Eurowizji Junior, 20 listopada 2004 roku w Manchesterze, ale ostatecznie zrezygnował. W sierpniu 2004 roku ujawniono, że Granada Television, która byłaby współproducentem programu, postanowiła wycofać się z umowy twierdząc, że przyznany budżet 1,5 miliona euro jest zbyt mały. EBU zaoferowało finansowanie w wysokości 900 000 na produkcję imprezy, ale ITV odmówiła, twierdząc, że koszt organizacji imprezy wyniósłby prawie 2,5 miliona euro.
4 września 2004 odbył się finał preselekcji Junior Eurovision Song Contest: The British Final, w którym wystąpiło ośmioro finalistów: Samantha Seth („Rockstar Wannabe”), Kirsty Williams („Sunshine”), Nathan Sykes („Born to Dance”), Charlie Allan („One in a Crowd”), Loaded Dice („Dill”), Jessica Hamilton („Because of You”), Andrew Merry („Together Again”) i Cory Spedding („The Best is Yet to Come”).
Preselekcje prowadzone przez Holly Willoughby, Stephen Mulhern oraz Michael Underwood wygrał Cory Spedding z utworem „The Best Is Yet To Come”. 20 listopada wystąpił w finale konkursu rozgrywanego w Lillehammer i zajął 2. miejsce z dorobkiem 140 punktów, w tym najwyższą notę 12 punktów od Holandii.

### Konkurs Piosenki Eurowizji Junior 2005
4 września odbyły się brytyjskie eliminacje do 3. Konkursu Piosenki Eurowizji Junior, w których rywalizowało ośmioro uczestników: Vicky Gordon („Groovy Chick”), Craig Lees („Clear the Air”), Lizzi M („Devil in a Hood”), Sarah Robertson („In My Life”), Joni Fuller („How Does It Feel”), Jack Garratt („The Girl”), Jessica Stretton („About You”) oraz Ben Smith („Lovely”). Preselekcje prowadzone przez Michaela Underwood i Nikki Sanderson wygrała Joni Fuller z utworem „How Does It Feel”, dzięki czemu 26 listopada 2005 roku reprezentowała Wielką Brytanię w finale konkursu rozgrywanego w Hasselt. Ostatecznie zajęła 14. miejsce, zdobywając łącznie 28 punktów.

### Konkurs Piosenki Eurowizji Junior 2006–2021: Brak udziału
Słabe wyniki oglądalności spowodowały rezygnację nadawcy ITV z udziału w 4. Konkursie Piosenki Eurowizji Junior. Lokalne stacje radiowe w Wielkiej Brytanii nadawały konkursy w latach 2013–2015, a konkurs w 2014 roku był transmitowany w całym kraju.
W konkursie w 2018 zadebiutował nadawca Sianel Pedwar Cymru z Walii, części składowej Wielkiej Brytanii. Walijski nadawca S4C wyraził także chęć udziału w 2008 roku, podczas gdy konkurs odbywał się na Cyprze, jednak później zapadła decyzja o nie dokonywaniu debiutu. Kraj brał udział w konkursie w latach 2018–2019, wycofując się w 2020 roku ze względu na pandemię wirusa SARS-CoV-2.
W lipcu 2020 roku pojawiły się doniesienia, że BBC rozważą debiut w 18. Konkursie Piosenki Eurowizji Junior odbywającego się w Warszawie. 7 sierpnia 2020 roku do wiadomości publicznej została podana informacja, że wbrew wcześniejszym spekulacjom BBC nie zamierza brać udziału ani transmitować konkursu. W maju 2021, podczas wydarzenia prasowego, Martin Österdahl poinformował, że EBU pracuje nad przywróceniem Wielkiej Brytanii do udziału w 19. Konkursie Piosenki Eurowizji Junior. Ostatecznie kraj nie znalazł się na liście uczestników opublikowanej 2 września tego samego roku. 17 grudnia 2021 roku Martin Österdahl potwierdził, że rozmowy z brytyjskim nadawcą BBC są na bardzo zaawansowanym poziomie i powrót Wielkiej Brytanii do udziału w konkursie jest wysoce prawdopodobny.

### Konkurs Piosenki Eurowizji Junior 2022
25 sierpnia 2022 brytyjski nadawca British Broadcasting Corporation (BBC) potwierdził, że Wielka Brytania powróci do udziału w konkursie po 17 latach nieobecności i weźmie udział w 20. Konkursie Piosenki Eurowizji Junior, po raz pierwszy z ramienia BBC zamiast ITV, który zajmował się udziałem kraju w latach 2003–2005. 3 listopada 2022 ogłoszono, że na reprezentantkę została wybrana Freya Skye z utworem „Lose My Head”.
11 grudnia 2022 Freya wystąpiła jako dwunasta w kolejności startowej i zajęła 5. miejsce zdobywszy 146 punktów, w tym 80 pkt od widzów (1. miejsce) i 66 pkt. od jury (5. miejsce).

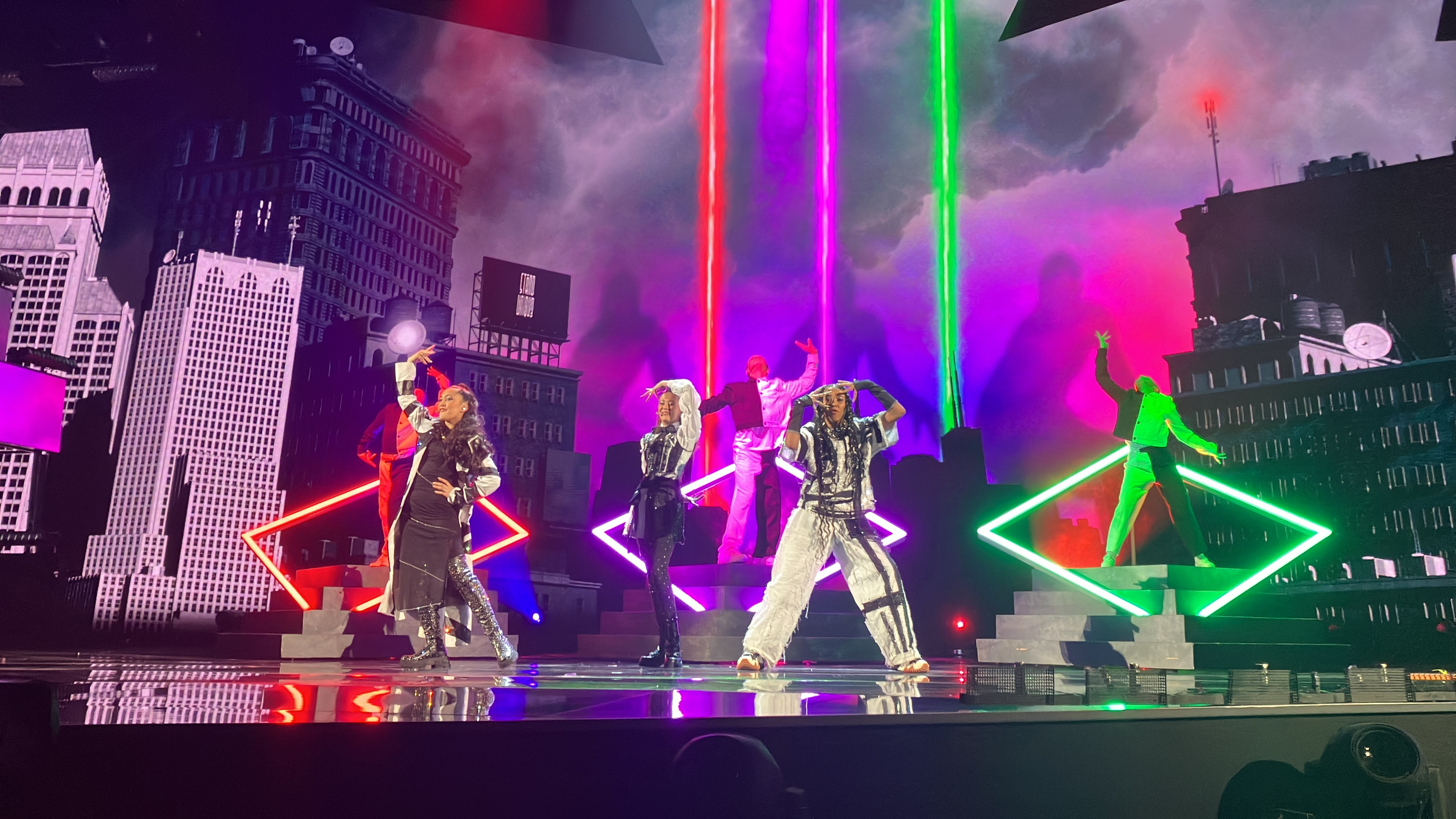
Stand Uniqu3 podczas występu w Nicei

### Konkurs Piosenki Eurowizji Junior 2023
15 maja 2023 brytyjski nadawca British Broadcasting Corporation (BBC) za pośrednictwem swojego konta w serwisie Instagram potwierdził swój udział w 21. Konkursie Piosenki Eurowizji Junior. 19 października 2023 brytyjski nadawca British Broadcasting Corporation (BBC) ogłosił, że grupa Stand Uniqu3 z utworem „Back To Life” będzie reprezentować kraj w konkursie.
26 listopada grupa wystąpiła jako piąta w kolejności startowej i zajęła ostatecznie 4. miejsce z 160 punktami, w tym 58 pkt od widzów i 102 pkt od jury.

### Konkurs Piosenki Eurowizji Junior 2024: Brak udziału
21 czerwca 2024 Helen Holt z działu prasowego brytyjskiego nadawcy BBC potwierdziła, że kraj wycofuje się z udziału w 22. Konkursie Piosenki Eurowizji Junior bez podania przyczyny. Według doniesień medialnych, powodem rezygnacji miały być „niezadowalające wyniki oglądalności”.

## Uczestnictwo
Wielka Brytania uczestniczyła w Konkursie Piosenki Eurowizji Junior w latach 2003–2005 oraz 2022–2023. Poniższa tabela uwzględnia nazwiska wszystkich brytyjskich reprezentantów, tytuły konkursowych piosenek i języki w których były śpiewane oraz wyniki w poszczególnych latach.
| Rok                                   | Artysta       | Piosenka                  | Język     | Miejsce | Punkty |
| ------------------------------------- | ------------- | ------------------------- | --------- | ------- | ------ |
| 2003                                  | Tom Morley    | „My Song For The World”   | angielski | 3       | 118    |
| 2004                                  | Cory Spedding | „The Best Is Yet To Come” | angielski | 2       | 140    |
| 2005                                  | Joni Fuller   | „How Does It Feel”        | angielski | 14      | 28     |
| Brak reprezentanta w latach 2006–2021 |               |                           |           |         |        |
| 2022                                  | Freya Skye    | „Lose My Head”            | angielski | 5       | 146    |
| 2023                                  | Stand Uniqu3  | „Back To Life”            | angielski | 4       | 160    |
| Brak reprezentanta w 2024             |               |                           |           |         |        |

Legenda:
     1. miejsce
     2. miejsce
     3. miejsce

## Historia głosowania w finale (2003–2022)
Poniższe tabele pokazują, którym krajom Wielka Brytania przyznawała w finale konkursu punkty oraz od których państw brytyjscy reprezentanci otrzymywali noty.
| Lp. | Kraj             | Punkty |
| --- | ---------------- | ------ |
| 1.  | Hiszpania        | 43     |
| 2.  | Chorwacja        | 20     |
| 3.  | Grecja           | 18     |
| 4.  | Białoruś · Dania | 15     |
| 5.  | Malta            | 14     |

| Lp. | Kraj                 | Punkty |
| --- | -------------------- | ------ |
| 1.  | Malta                | 28     |
| 2.  | Holandia             | 27     |
| 3.  | Dania                | 25     |
| 4.  | Białoruś · Hiszpania | 24     |
| 5.  | Rumunia              | 20     |

## Komentatorzy i sekretarze
Spis poniżej przedstawia wszystkich brytyjskich komentatorów konkursu oraz krajowych sekretarzy podających punkty w finale.
| Komentatorzy i sekretarze z Wielkiej Brytanii      | Komentatorzy i sekretarze z Wielkiej Brytanii | Komentatorzy i sekretarze z Wielkiej Brytanii | Komentatorzy i sekretarze z Wielkiej Brytanii | Komentatorzy i sekretarze z Wielkiej Brytanii |
| Rok                                                | Komentator                                    | Sekretarz                                     | Stacja telewizyjna                            | Źr.                                           |
| -------------------------------------------------- | --------------------------------------------- | --------------------------------------------- | --------------------------------------------- | --------------------------------------------- |
| 2003                                               | Mark Durden-Smith, Tara Palmer-Tomkinson      | Sasha Stevens                                 | ITV1                                          | [ 48 ]                                        |
| 2004                                               | Matt Brown                                    | Charlie Allan                                 | ITV2                                          | [ 49 ]                                        |
| 2005                                               | Michael Underwood                             | Vicky Gordon                                  | ITV2                                          | [ 49 ]                                        |
| Brak reprezentanta i transmisji w latach 2006–2021 |                                               |                                               |                                               |                                               |
| 2022                                               | Harvey Cantwell, Lauren Layfield              | Tabitha Joy                                   | CBBC, BBC One, BBC iPlayer                    | [ 50 ]                                        |
| 2023                                               | Harvey Cantwell, Lauren Layfield              | Charlie Poissenot                             | CBBC, BBC Two, BBC iPlayer                    | [ 42 ]                                        |